# Prototyp (oprogramowanie)
Prototyp — struktura oprogramowania, która informuje kompilator lub interpreter języka programowania o możliwościach  podprogramu (funkcja, procedura, metoda) lub klasy. Prototyp jest więc  deklaracją oddzieloną od definicji w postaci samodzielnego nagłówka podprogramu.

## Prototyp funkcji
Tradycyjnie prototyp oznacza funkcję, która nie posiada ciała, a jedynie informuje kompilator o postaci parametrów oraz zwracanej wartości. Pełna treść funkcji znajduje się w dalszej części kodu, podczas gdy deklaracje funkcji umieszcza się zazwyczaj w plikach nagłówkowych, co ma na celu wyodrębnienie interfejsu programu.
```
int
 
swap_case
(
char
*
 
sentence
);

```

## Prototyp jako technika
Wewnątrz niektórych języków obiektowych prototyp oznacza także obiekt, który niejawnie udostępnia swoje właściwości innym obiektom. Przykładowo w języku JavaScript prototyp jest tworzony oraz udostępniany każdej powstającej instancji wybranej klasy. Gdy użytkownik pragnie odczytać właściwość, która nie jest obecna w danej instancji, jest ona wyszukiwana w jej prototypie. Bazowa klasa Object stanowi prototyp wszystkich pozostałych obiektów JavaScript. Mechanizm ten może zastąpić tradycyjny model dziedziczenia klas. Przykład:
```
site
 
=
 
{
 
purpose
 
:
 
'information'
 
,
 
storage
 
:
 
'web'
 
}

Wikipedia
 
=
 
function
()

{

  
this
.
complexity
 
=
 
'vast'

  
this
.
usefulness
 
=
 
'notable'

}

Wikipedia
.
prototype
 
=
 
site

Wikipedia
.
prototype
.
software
 
=
 
'MediaWiki'

alert
((
new
 
Wikipedia
).
storage
)
 
// wyświetli: web

alert
((
new
 
Wikipedia
).
software
)
 
// wyświetli: MediaWiki

```